# Télécom SudParis
 (décembre 2022).
Cet article possède un paronyme, voir Télécom Paris.
Télécom SudParis (TSP), anciennement connue sous le nom de « Télécom INT », est l'une des 204 écoles d'ingénieurs françaises accréditées au 1er septembre 2020 à délivrer un diplôme d'ingénieur. Elle est également un « établissement-composante » de l'Institut polytechnique de Paris aux côtés de l’École polytechnique, l’ENSTA Paris, l'École des Ponts, l’ENSAE Paris et Télécom Paris.
Cette école publique d'ingénieurs fait partie de l’Institut Mines-Télécom, établissement sous tutelle des ministères chargés de l’industrie et des communications électroniques, qui constitue le premier groupe français d’écoles d’ingénieurs et de management et est un institut national de science et technologie, de nature fédérale, déployé sur les territoires au travers de ses écoles et à visibilité internationale. L’IMT a été créé le 1er mars 2012 avec le statut d’EPSCP grand établissement, par le décret no 2012-279.
Télécom SudParis déploie son activité sur deux sites principaux : 
- à Évry-Courcouronnes avec l'Institut Mines-Télécom Business School ;
- à Palaiseau, sur le campus de l’Institut polytechnique de Paris, avec la direction générale de l’Institut Mines-Télécom et Télécom Paris et à proximité des autres écoles de l’Institut Polytechnique de Paris.

Télécom SudParis dispose aussi d'un pôle de recherche dans le domaine des Sciences et Technologies de l'Information et de la Communication (STIC).

## Histoire

### Origines (1979–1989)
Télécom SudParis trouve ses origines en 1979 avec la création de l'Institut National des Télécommunications (INT) à Évry-Courcouronnes. L'INT regroupe une école d'ingénieurs issue de l'Institut National des Cadres Techniques (INCT) et une école de gestion issue de l'Institut National des Cadres Administratifs (INCA), initialement destinées à former les cadres techniques et administratifs de la Direction Générale des Télécommunications (DGT). La création de l'INT est officialisée par le décret n°79-911 du 17 octobre 1979.
La même année, l'école d'ingénieurs reçoit son habilitation à délivrer le diplôme d'ingénieur. L'INT développe rapidement ses formations, notamment continues, et renforce ses activités de recherche en structurant ses départements dès 1988.

### Croissance et diversification (1990–2000)
Dans les années 1990, l'INT s'oriente de plus en plus vers un modèle de grande école. Dès 1992, son concours d'entrée utilise la base de données d'épreuves écrites du Concours Commun Mines-Ponts (CCMP), tout en conservant ses oraux sur le campus d'Évry.
En 1994, l'école réorganise ses activités de recherche en structurant plusieurs départements d'enseignement-recherche[source secondaire souhaitée]. Certains de ces départements étaient initialement regroupés et ont évolué au fil du temps pour devenir des entités distinctes.
En 2000, l'école ouvre son incubateur d'entreprises, à l'origine de plus de 3 000 emplois[source secondaire nécessaire].

### Transformation institutionnelle (2001–2010)
Le laboratoire SAMOVAR est créé en 2001 et obtient en 2003 la labellisation UMR CNRS. En 2004, un nouveau département dédié aux Réseaux et Services Multimédia Mobiles (RS2M) voit le jour, portant à six le nombre de départements d'enseignement-recherche.
En 2009, le Groupe des Écoles des Télécommunications (GET) devient l'Institut Télécom, et l'école prend officiellement le nom de Télécom SudParis. Elle ouvre un second site de son incubateur à Arcueil et lance une filière en Tunisie en partenariat avec Sup'Com Tunis.

### Vers l'Institut Mines-Télécom et Paris-Saclay (2011–2019)
En 2012, l'école rejoint l'Institut Mines-Télécom (IMT), issu du regroupement des écoles des Mines et des Télécoms. Elle devient membre fondateur de l'Université Paris-Saclay en 2015. À cette occasion, l'école réorganise ses départements.
En 2016, l'école participe à la création du Concours Mines-Télécom et ouvre le cursus Sophia en partenariat avec EURECOM, en remplacement de la filière tunisienne.[source secondaire souhaitée]
En 2019, Télécom SudParis emménage dans le bâtiment de Palaiseau, partagé avec la Direction Générale de l'IMT et Télécom Paris.

### Institut Polytechnique de Paris et engagements récents (2019–aujourd'hui)
En mai 2019, Télécom SudParis devient membre fondateur de l'Institut Polytechnique de Paris (IP Paris), aux côtés de l'École polytechnique (l'X), de l'ENSTA Paris, de l'ENSAE Paris et de Télécom Paris. Cet établissement public expérimental vise à créer un institut de rang mondial en science et technologie.
À partir de 2020, l'école recrute ses étudiants internationaux via le concours IP Paris. En 2021, elle renforce son engagement pour une formation tournée vers un numérique durable et responsable.
En juillet 2024, l'École des Ponts ParisTech (ENPC) rejoint l'Institut, portant à six le nombre de grandes écoles membres. Télécom SudParis contribue activement à la création et au développement de l'offre de formations du Diplôme National de Master (DNM) IP Paris.

## Formations

### Formation d'ingénieur généraliste
La formation d'ingénieur généraliste de Télécom SudParis se compose de deux cycles de trois semestres chacun, répartis sur 3 ans. Elle inclut une expérience de l'entreprise et de l'international.

#### Tronc commun
Ce cycle vise à l'acquisition des connaissances et des compétences de base en sciences de l'ingénieur et en technologies de l'information et de la communication.
Il est composé de sciences de l'ingénieur, projets, d’économie, gestion et droit de l'entreprise, langues et sciences humaines et stage en entreprise.

#### Approfondissement
Le cycle est composé d'un choix de cours d'ouverture et d'approfondissement, du stage ingénieur de cinq mois minimum (de 10 à 18 mois dans le cadre de l'année jeune ingénieur), d'un stage ou séjour académique à l'étranger obligatoire. Cet approfondissement est construit autour de cinq domaines :
- Réseaux, services et protocoles ;
- Informatique et systèmes d'information ;
- Physique, signal et communications ;
- Image, multimédia et applications ;
- Modélisation et mathématiques appliquées.

De multiples options sont possibles dans une école de l'Institut Mines-Télécom.

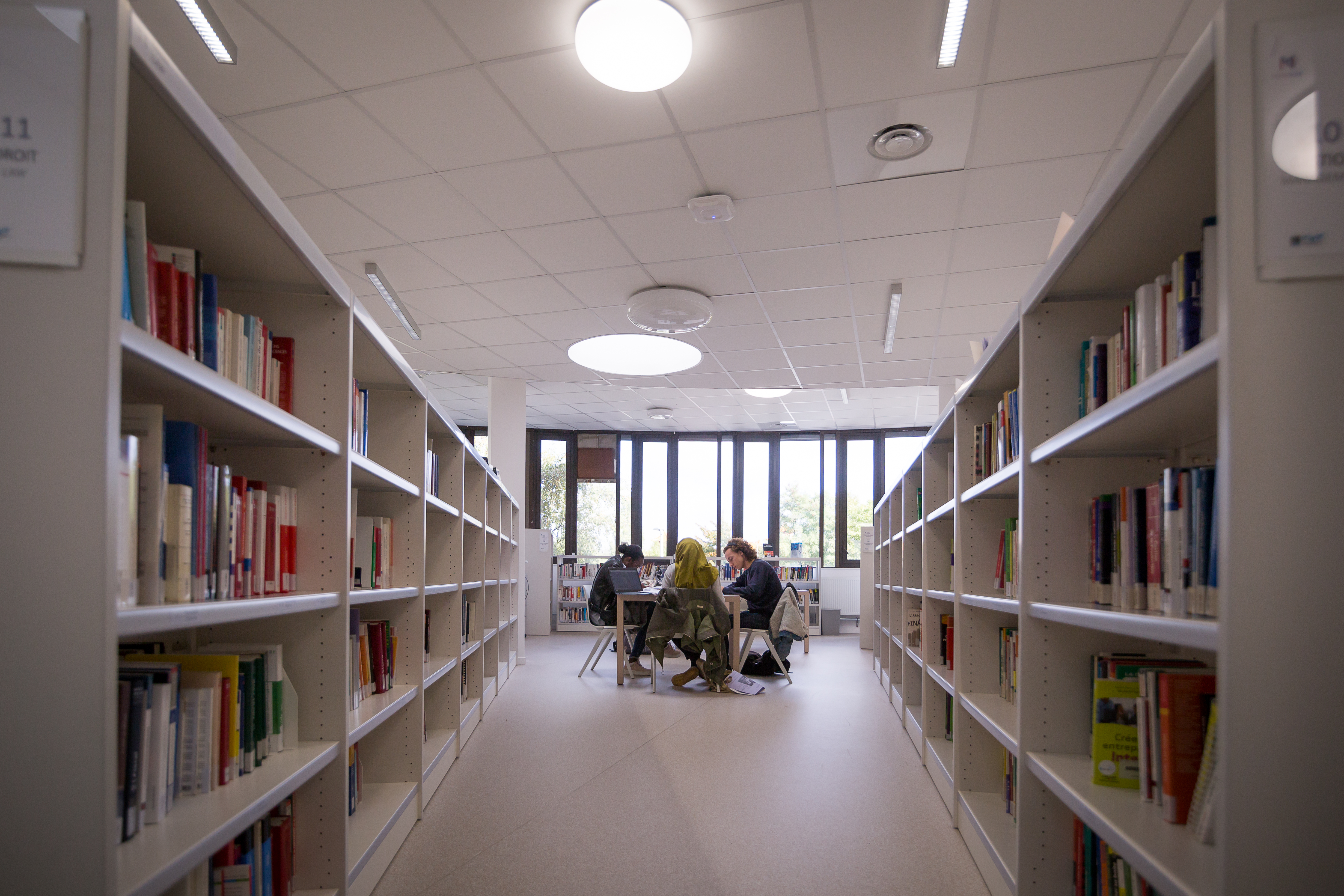
Espace bibliothèque de Télécom SudParis

### Formation d'ingénieur spécialité réseaux et informatique par la voie de l'apprentissage
Pour sa formation d'ingénieur par apprentissage, spécialité réseaux et informatique, Télécom SudParis recrute des étudiants titulaires d'un DUT, d'un BTS ou issus des classes préparatoires aux grandes écoles ; et recrute également directement en deuxième année des étudiants inscrits en licence scientifique ou technologique se rapportant aux domaines de l'école.
L'admission sélective se fait sur dossier, épreuves écrites probatoires et sur entretien.

### Formations Post-grade

#### Mastères Spécialisés (MS)
Les mastères spécialisés de la Conférence des grandes écoles de Télécom SudParis sont ouverts aux titulaires d'un diplôme scientifique universitaire validant 5 années d'études supérieures, ou 4 années avec expérience professionnelle : 
- Réseaux et services (à temps partiel)
- Cybersécurité des Opérateurs de services Essentiels (à temps partiel)

#### Masters Recherche
En cohabilitation avec l'Université d'Évry-Val d'Essonne :
- Sciences et Ingénierie, Mention : Informatique et Systèmes, Spécialité Modèles, Optimisation, Programmation et Services
- Sciences et Ingénierie, Mention : Informatique et Systèmes, Spécialité Réalité Virtuelle et Systèmes Intelligents

En cohabilitation avec l'ESIEE et le CNAM :
- Sciences et Technologies, Mention : Électronique et Télécommunication, Spécialité Systèmes de Communication Hautes Fréquences

En convention avec l'Université de Versailles-Saint-Quentin-en-Yvelines :
- Sciences pour l'Ingénieur, Spécialité Traitement de l'Information et Exploitation des Données (TRIED)

En convention avec l'Université Pierre-et-Marie-Curie :
- Sciences et Technologies, Mention Informatique, Spécialité Réseaux

## Recherche
La recherche de Télécom SudParis est structurée en six départements d’enseignement et de recherche[source secondaire souhaitée].

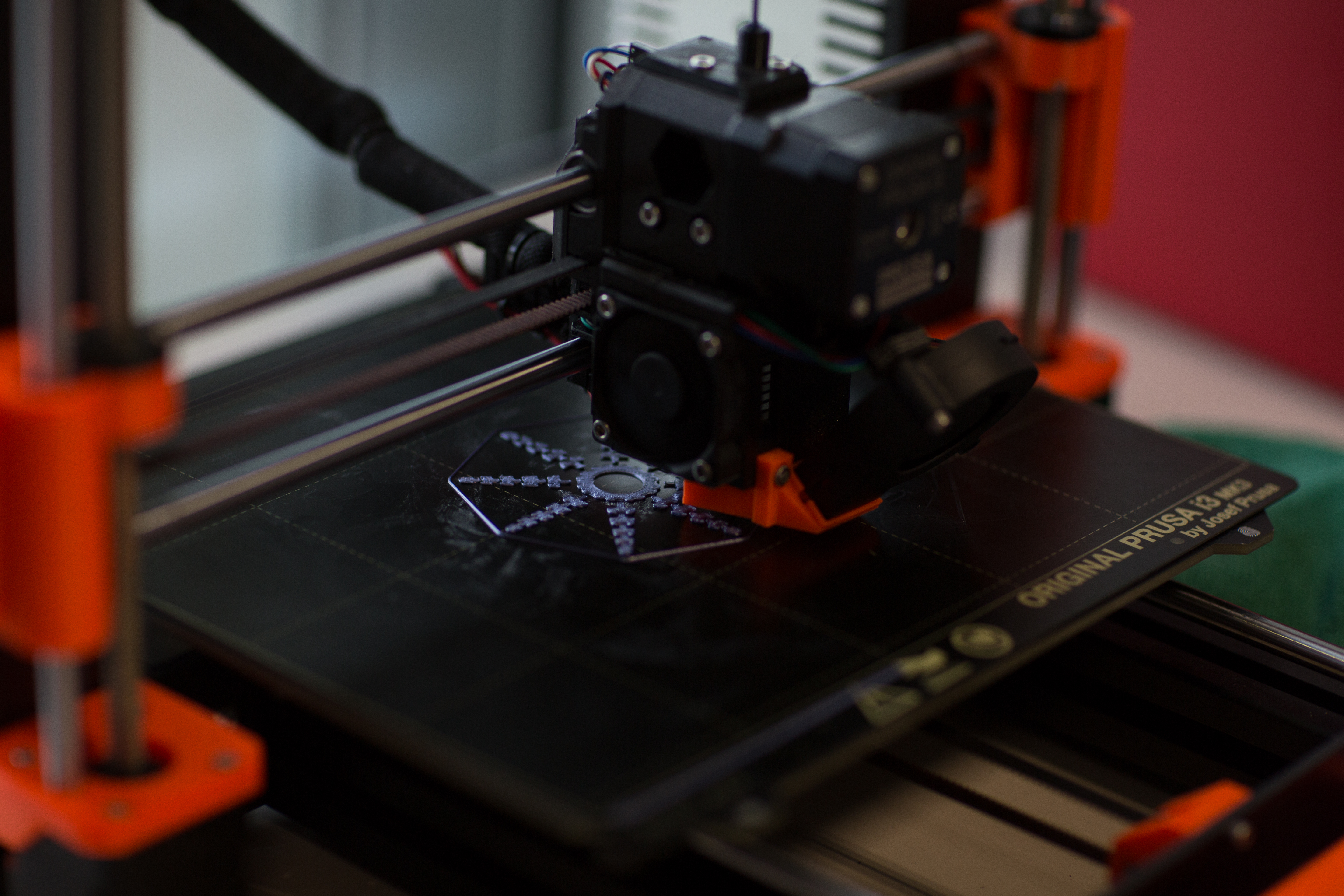
Imprimante 3D du FabLab Étoile

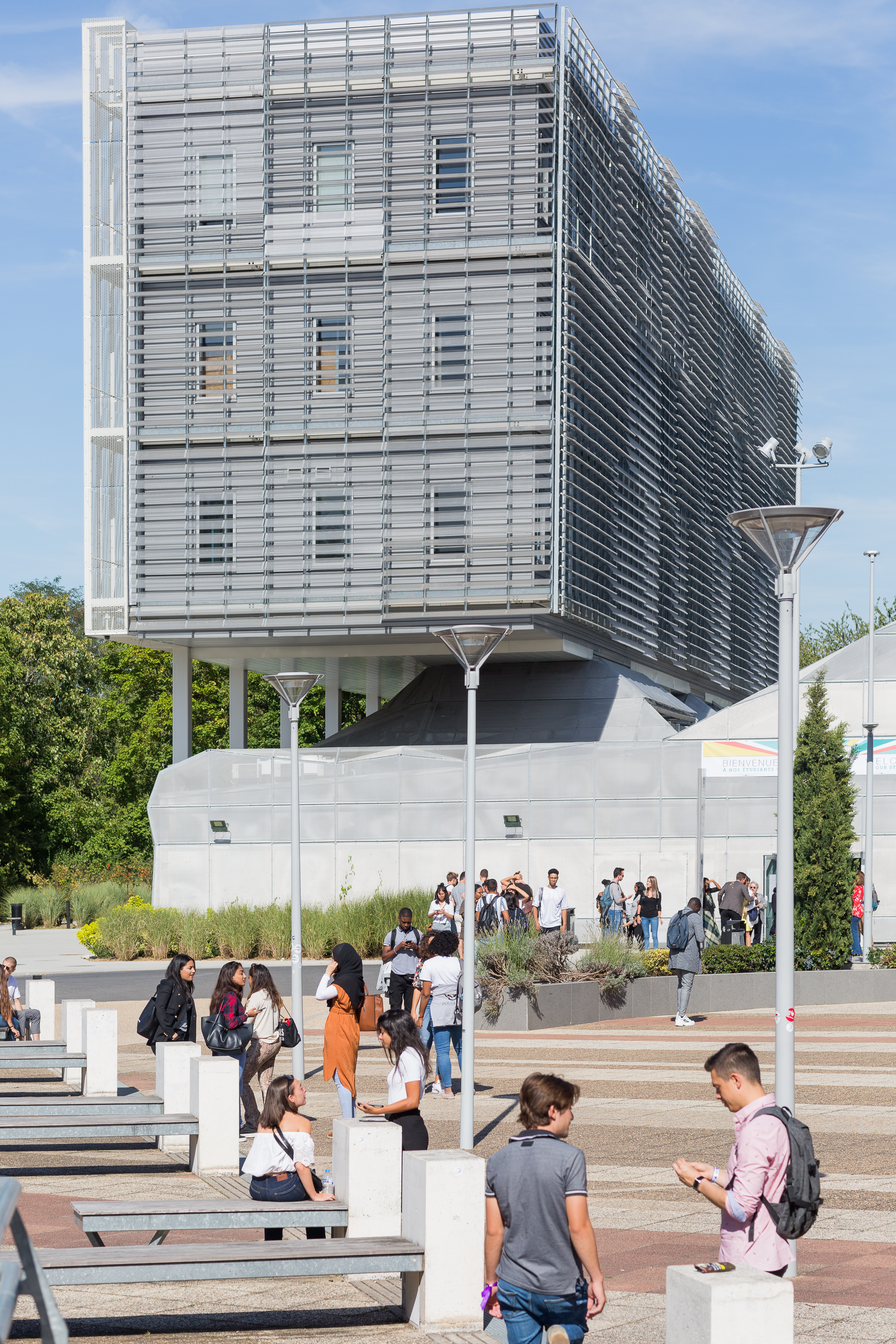
Bâtiment Étoile de Télécom SudParis

## Classements
Classements nationaux (classée en tant que Télécom SudParis au titre de son diplôme d'ingénieur)
| Nom                | Année | Rang |
| ------------------ | ----- | ---- |
| DAUR Rankings      | 2023  | 30   |
| L’Étudiant         | 2024  | 27   |
| L’Usine Nouvelle   | 2023  | 41   |
| Le Figaro Étudiant | 2025  | 14   |

Classements internationaux (classée en tant qu'Institut Polytechnique de Paris)
| Nom                    | Année     | Rang (monde) | Rang (France) |
| ---------------------- | --------- | ------------ | ------------- |
| CWUR                   | 2022-2023 | 43           | 5             |
| QS Top universities    | 2024      | 48           | 2             |
| Shanghai Ranking       | 2023      | 301-400      | 13-16         |
| Times Higher Education | 2023      | 95           | 3             |

## Anciens élèves
- Adel Gaâloul (1983), secrétaire d'État tunisien aux Technologies de la communication, dans le gouvernement Béji Caïd Essebsi en 2011
- Éric Trappier (1983), PDG de Dassault Aviation
- Francine Bavay (1985), femme politique
- Sylvain Waserman (1991), Directeur général, GDS, député de la 2e circonscription du Bas-Rhin
- Corinne Narassiguin (1997), députée de la Première circonscription des Français établis hors de France (2012-2013)
- Thierry Petit (1997), cofondateur de Showroomprive
- Gaël Octavia (2001), écrivaine et dramaturge
- Amine Bouhafa (2010), César 2015 de la meilleure musique originale pour Timbuktu
- Jesse Chacón, ministre des Télécommunications de plusieurs gouvernements vénézuéliens depuis 2003
- Kevin Tran (2016), YouTuber (Le Rire Jaune)[15]

## Vie étudiante et associative
Le campus de Télécom SudParis s'étend sur 5 hectares avec un restaurant universitaire, des logements, des infrastructures sportives, un foyer associatif. Une soixantaine d'associations et clubs sont actifs sur le campus.